# Блейк Лайвлі
Бле́йк Е́ллендер Ла́йвлі (англ. Blake Ellender, при народженні Браун, англ. Brown; нар. 25 серпня 1987, Лос-Анджелес, США) — американська акторка та модель.
Народилася в Лос-Анджелесі, в родині актора Ерні Лайвлі, дебютувала на професійному рівні в його режисерському проєкті «Пісочна людина». Зіграла Бріджит Вріланд у фільмі «Джинси, як символ дружби» та у продовженні «Джинси, як символ дружби 2», які досягли комерційного успіху. Знялась із Джастіном Лонгом у комедії «Нас прийняли» і отримала широке визнання завдяки ролі Серени ван дер Вудсен у підлітковому драматичному телесеріалі «Пліткарка» від CW.
Знялася в романтичних комедіях, зокрема «Нью-Йорку, я люблю тебе» і «Приватне життя Піппи Лі». Лайвлі зіграла разом з Беном Аффлеком у кримінальному трилері «Місто» і знялася з Раяном Рейнольдсом у «Зелений ліхтар». Була в акторському складі «Дикуни» і отримала визнання за роль головної персонажки в романтичному фентезі-фільмі «Вік Адалін».З'явилася у фільмі жахів «Мілина» і психологічній драмі «Все, що я бачу, це ти». Зіграла з Анною Кендрік у касовому хіті «Проста послуга». Відтоді Лайвлі виступила режисеркою і знялася в музичному відео Тейлор Свіфт «I Bet You Think About Me».

## Біографія
Блейк Елендер Браун народилась 25 серпня 1987 року в районі Тарзана в Лос-Анджелесі, Каліфорнія. Її мати, Елейн, працювала агенткою з пошуку талантів, а батько, Ерні Лайвлі, був актором. Названа на честь брата її бабусі. У неї є старший брат Ерік і троє зведених братів і сестер від попереднього шлюбу матері, Лорі, Робін і Джейсон. Її батьки, брати і сестри працювали в індустрії розваг.
У дитинстві Лайвлі супроводжувала батьків на курси акторської майстерності, які вони викладали, не бажаючи залишати її з нянею. Вона сказала, що спостереження допомогло їй навчитися «вправам» і набути впевненості, коли вона подорослішала й почала працювати в галузі. 
Дебютувала в кіно у 10 років, у фільмі батька «Пісочна людина». Вона описує свою роль як «невелику». Спочатку вона не особливо цікавилася акторською майстерністю і хотіла вступити до Стенфордського університету.
Відвідувала середню школу Бербанка, яку закінчила в 2005 році, де була вболівальницею, учасницею чемпіонського хору та президентом класу. Її старший брат попросив свого агента з пошуку талантів відправити її на кілька прослуховувань влітку. Згодом її взяли на роль Бріджит у фільмі «Джинси-талісман». Знімала сцени між молодшими та старшими класами середньої школи.

## Кар'єра

### 2005—2006: Початок кар'єри
У 2005 році вийшов фільм «Джинси-талісман». Гра Лайвлі принесла їй номінацію на премію Teen Choice Awards за «Прорив - жіноча роль». 2006 року Лайвлі знялася разом з Джастіном Лонгом у фільмі «Нас прийняли», а також мала другорядні ролі у фільмі жахів «Саймон говорить». «Нас прийняли» не був добре оцінений критиками, але гра Лайвлі принесла їй «Прорив» від Hollywood Life. Лайвлі знялася у фільмі «Елвіс і Анабелль» у ролі Анабелль, хворої на булімію дівчини, яка сподівалася виграти конкурс краси. Про втілення в роль вона сказала, що «серйозно скинула вагу» для свого зросту. Вона заявила, що цей процес був для неї важким, тому що їжа - це «любов №1 мого життя». «MovieLine.com» високо оцінив її гру у фільмі та назвав її «проривною роллю».

### 2007—2012: «Пліткарка»
Лайвлі взяла участь у серіалі The CW «Пліткарка», заснованому на однойменному романі Сесилі фон Цигезар, прем'єра якого відбулася у вересні 2007 року. Уже відклавши навчання в коледжі на рік, Лайвлі мала намір відмовитися від ролі та стати студенткою, але їй сказали, що вона може відвідувати коледж неповний робочий день під час знімання шоу (вона пізніше сказала: «Це порада для будь-кого: коли вони кажуть: „Ми обіцяємо, але ми не можемо описати це“, є причина вони не можуть викласти це письмово»). Вона грала роль Серени ван дер Вудсен у підлітковій драмі до 2012 року, до самого закриття серіалу. Її першою обкладинкою журналу був випуск «Cosmogirl» за листопад 2007 року, де вона розповідала про свій час у середній школі та свою кар'єру до «Пліткарки».
У 2008 році Лайвлі повторила роль Бріджит у продовженні «Джинси-талісман 2». Як і в першому фільмі, критики позитивно сприйняли гру Лайвлі. Станом на листопад 2008 року фільм заробив понад 44 мільйони доларів у прокаті. 2009 року вона з'явилася в ролі Габріель ДіМарко в романтичній комедії «Нью-Йорку, я люблю тебе», продовженні фільму «Париже, я люблю тебе». Попри позитивні відгуки критиків, фільм провалився в прокаті.
Лайвлі зобразила молодшу версію головної персонажки у фільмі «Приватне життя Піппи Лі», який отримав схвалення критиків. Пол Бірнс з Brisbane Times описав її гру у фільмі як «сенсаційну». У жовтні 2009 року вона почала знімати свої сцени для ролі Крістіни «Кріс» Кофлін у фільмі «Місто», заснованому на романі Чак Гоґана «Принц злодіїв». Фільм, режисером якого був Бен Аффлек, вийшов у прокат у США 17 вересня 2010 року. Про її виступ Variety написали, що Лайвлі була «майже невпізнанною [і] переживала жорстокі, болісні моменти в ролі мати-одиначка». У грудні того ж року вона знялася в музичному кліпі «I Just Had Sex» гурту «The Lonely Island» разом з Джессікою Альбою. Лайвлі зіграла Керол Ферріс, головну жіночу роль у фільмі про супергероїв «Зелений Ліхтар», який вийшов на екрани в червні 2011 року. Фільм зібрав у світовому прокаті 219 851 172 доларів. 2011 року її помістили в список впливових людей у щорічному журналі «Time 100». Крім того, AskMen.com назвав її найбажанішою жінкою 2011 року, а журнал «People» назвав її однією з найкрасивіших у 2012 році в будь-якій віковій категорії.
У 2012 році Лайвлі зіграла головну роль у фільмі Олівера Стоуна «Дикуни» разом з Тейлором Кітчем, Аароном Тейлором-Джонсоном, Сальмою Хайєк і Джоном Траволтою. Вона замінила Дженніфер Лоуренс, оскільки вона почала грати у фільмі «Голодні ігри». Того ж року вона була обрана обличчям нового аромату Gucci, Gucci Premiere. Вона з'явилася в короткометражному фільмі для аромату, який зняв Ніколас Віндінґ Рефн.

### 2013–нині: Кінокар'єра
У жовтні 2013 року Лайвлі назвали новим обличчям L'Oreal, це стало її першою великою кампанією макіяжу. Вона зіграла головну роль у фільмі « Вік Адалін», разом з Міхілєм Гаусманом і Гаррісоном Фордом. Вона зіграла жінку, у якої «зупиняється процес старіння після майже смертельної аварії». Фільм мав скромний комерційний успіх, зібравши 65,7 мільйонів доларів з бюджето в 25 мільйонів доларів. Atlantic заявив, що вона продемонструвала свій «потенціал головної ролі» головним чином у другій половині фільму, посилаючись на її «відрізану подачу та стриманість». 2016 року Лайвлі знялася у фільмі жахів про виживання «Мілина». Вона отримала позитивні відгуки, а її гру високо оцінили критики. Того року вона також зіграла головну роль у романтичній комедії Вуді Аллена «Світське життя», прем'єра якої відбулася на 69-му Каннському кінофестивалі та отримала схвальні відгуки критиків. Лайвлі сподобався її досвід роботи з Алленом, вона заявила: «Це дійсно круто працювати з режисером, який зробив так багато, тому що він точно знає, чого він хоче», додавши, що він «дає сили».
Лайвлі знялася разом із Джейсоном Кларком у психологічній драмі «Все, що я бачу, це ти», прем'єра якої відбулася на Міжнародному кінофестивалі в Торонто та отримала неоднозначні відгуки. 2018 року вона зіграла головну роль у містичному трилері «Проста послуга» разом з Анною Кендрік і Генрі Голдінгом, режисер картини став Пол Фіґ.  Фільм вийшов на екрани 14 вересня, і гра Лайвлі була оцінено добре. Далі Лайвлі зіграла головну роль у фільмі «Ритм-секція», екранізації однойменного роману Марка Бернелла, продюсерами якого виступили Барбара Брокколі та Майкл Г. Вілсон, а режисером став Рід Морано. Фільм випустила компанія Paramount Pictures 31 січня 2020 року. Variety відзначили, що гра Лайвлі «відображає реалістичну майже некомпетентність перед обличчям небезпеки».
У травні 2021 року було оголошено, що Лайвлі зіграє головну героїню Джозі Шуллер у фільмі «Леді Вбивця». Вона дебютувала в ролі режисерки музичного кліпу на пісню Тейлор Свіфт «I Bet You Think About Me» за участю американського співака і автора пісень Кріса Степлтона, що вийшов 15 листопада 2021 року з перезапису альбом Свіфт Red (Taylor's Version). У січні 2023 року було оголошено, що вона зіграє головну роль Лілі Блум в екранізації роману Коллін Гувер «Покинь, якщо кохаєш…».
У кінці 2024 року подала суд на свого колегу по фільму  "Покинь якщо кохаєш"Джастіна Балдоні який домагався до акторки .

## Скандал
23 березня 2024 році Блейк пожартувала в Instagram з принцеси Кейт Мідолтон, назвавши втечу принцеси фотошопом, але коли виявилась що вона хвора на рак, то вибачилась у своїх сторіз.

## Активізм
Під час повномасштабного російського вторгнення в Україну, яке є частиною російсько-української війни, акторка висловила підтримку України в соцмережах, фінансово допомогла фонду «USA for UNHCR», що зокрема допомагав українським біженцям, та закликала читачів до пожертв.

## Фільмографія
| Рік       |    | Українська назва                  | Оригінальна назва                       | Роль                          |
| --------- | -- | --------------------------------- | --------------------------------------- | ----------------------------- |
| 1998      | ф  | Пісочна людина                    | Sandman                                 | Тріксі / Зубна фея            |
| 2005      | ф  | Джинси, як символ дружби          | The Sisterhood of the Traveling Pants   | Бріджит Вріленд               |
| 2006      | ф  | Нас прийняли                      | Accepted                                | Моніка Морленд                |
| 2006      | ф  | Саймон говорить                   | Simon Says                              | Дженні                        |
| 2007      | ф  | Елвіс і Анабелль                  | Elvis and Anabelle                      | Анабель Лі                    |
| 2008—2010 | с  | Суботнього вечора у прямому ефірі | Saturday Night Live                     | подруга / транссексуал / себе |
| 2008      | ф  | Джинси, як символ дружби 2        | The Sisterhood of the Traveling Pants 2 | Бріджит Вріленд               |
| 2008      | ф  | Нью-Йорку, я люблю тебе           | New York, I Love You                    | Габріель ді Марко             |
| 2009      | ф  | Приватне життя Піппи Лі           | The Private Lives of Pippa Lee          | Молода Піппа Лі               |
| 2010      | ф  | Місто                             | The Town                                | Кріста Кафлін                 |
| 2011      | ф  | Зелений ліхтар                    | Green Lantern                           | Керол Ферріс                  |
| 2011      | ф  | Провінціалка                      | Hick                                    | Гленда                        |
| 2012      | ф  | Особливо небезпечні               | Savages                                 | Офелія                        |
| 2012      | кф | Особливо небезпечні: Допити       | Savages: The Interrogations             | Офелія                        |
| 2007—2012 | с  | Пліткарка                         | Gossip Girl                             | Серена ван дер Вудсен         |
| 2015      | ф  | Вік Адалін                        | The Age of Adaline                      | Адалін Боуман                 |
| 2016      | ф  | Світське життя                    | Café Society                            | Вероніка Гаєс                 |
| 2016      | ф  | Мілина                            | The Shallows                            | Ненсі Адамс                   |
| 2016      | ф  | Бачу тільки тебе                  | All I See Is You                        | Джина                         |
| 2018      | ф  | Проста послуга                    | A Simple Favor                          | Емілі Нельсон                 |
| 2020      | ф  | Ритм-секція                       | The Rhythm Section                      | Стефані Патрік                |
| 2024      | ф  | Уявні друзі                       | IF                                      | восьмикіт (озвучення)         |
| 2024      | ф  | Дедпул і Росомаха                 | Deadpool & Wolverine                    | Леді Дедпул                   |
| 2024      | ф  | Покинь, якщо кохаєш               | It Ends with Us                         | Лілі Блум                     |
| 2025      | ф  | Ще одна проста послуга            | Another Simple Favor                    | Емілі Нельсон                 |